# Таганский сельсовет
Таганский сельсовет — сельское поселение в Чановском районе Новосибирской области Российской Федерации.
Административный центр — село Таган.

## История
Статус и границы сельского поселения установлены Законом Новосибирской области от 2 июня 2004 года № 200-ОЗ «О статусе и границах муниципальных образований Новосибирской области»

## Население
| 2002 | 2010 | 2012 | 2013 | 2014 | 2015 | 2016 |
| ---- | ---- | ---- | ---- | ---- | ---- | ---- |
| 926  | ↘754 | ↘705 | ↘692 | ↘671 | ↘640 | ↘637 |
| 2017 | 2018 | 2019 | 2020 | 2021 |      |      |
| ↘619 | ↘600 | ↘588 | ↘580 | ↘555 |      |      |

## Состав сельского поселения
| № | Населённый пункт | Тип населённого пункта       | Население |
| - | ---------------- | ---------------------------- | --------- |
| 1 | Зенкино          | деревня                      | ↘149      |
| 2 | Новояблоновка    | деревня                      | ↘125      |
| 3 | Таган            | село, административный центр | ↘480      |